# Lech Śliwonik
Lech Stefan Śliwonik (ur. 7 grudnia 1939) – polski teatrolog, profesor Akademii Teatralnej im. Aleksandra Zelwerowicza w Warszawie i były rektor tej uczelni. 

## Życiorys
W latach 1996–2002 był dziekanem Wydziału Wiedzy o Teatrze, a w latach 2002–2008 pełnił funkcję rektora Akademii Teatralnej w Warszawie. Wcześniej był wieloletnim prodziekanem wydziału do spraw studiów zaocznych. W 2008 powrócił na stanowisko dziekana Wydziału Wiedzy o Teatrze. Od 2005 do 2008 pełnił funkcję przewodniczącego Komisji Rektorów Uczelni Artystycznych (wcześniej przez trzy lata był zastępcą przewodniczącego KRUA). Powołany w skład komisji ds. kształcenia Konferencji Rektorów Akademickich Szkół Polskich. W Akademii Teatralnej w Warszawie prowadzi zajęcia dotyczące współczesnej działalności teatralnej.
Prezes zarządu głównego Towarzystwa Kultury Teatralnej, redaktor naczelny czasopisma „Scena”. Jest badaczem i znawcą polskiego teatru studenckiego, teatru alternatywnego, polityki kulturalnej.
Był także wielokrotnie jurorem Łódzkich Spotkań Teatralnych, Wrocławskich Spotkań Teatrów Jednego Aktora (WROSTJA), Ogólnopolskiego Konkursu Recytatorskiego. Na festiwalu Malta w Poznaniu (2006) był przewodniczącym jury I edycji konkursu debiutów Nowe Sytuacje. W latach 2002–2005 wchodził w skład kapituły Nagrody Prezydenta RP za Twórczość dla Dzieci i Młodzieży „Sztuka Młodym”.
Brat Romana Śliwonika, pisarza i poety.

## Odznaczenia i wyróżnienia
- Krzyż Oficerski Orderu Odrodzenia Polski (1997)[5]
- Złoty Medal „Zasłużony Kulturze Gloria Artis” (2007)[6]
- Krzyż Komandorski Orderu Odrodzenia Polski (2011)[7]
- Doroczna Nagroda Ministra Kultury i Dziedzictwa Narodowego (2019)[4]